# Plage de Durrës

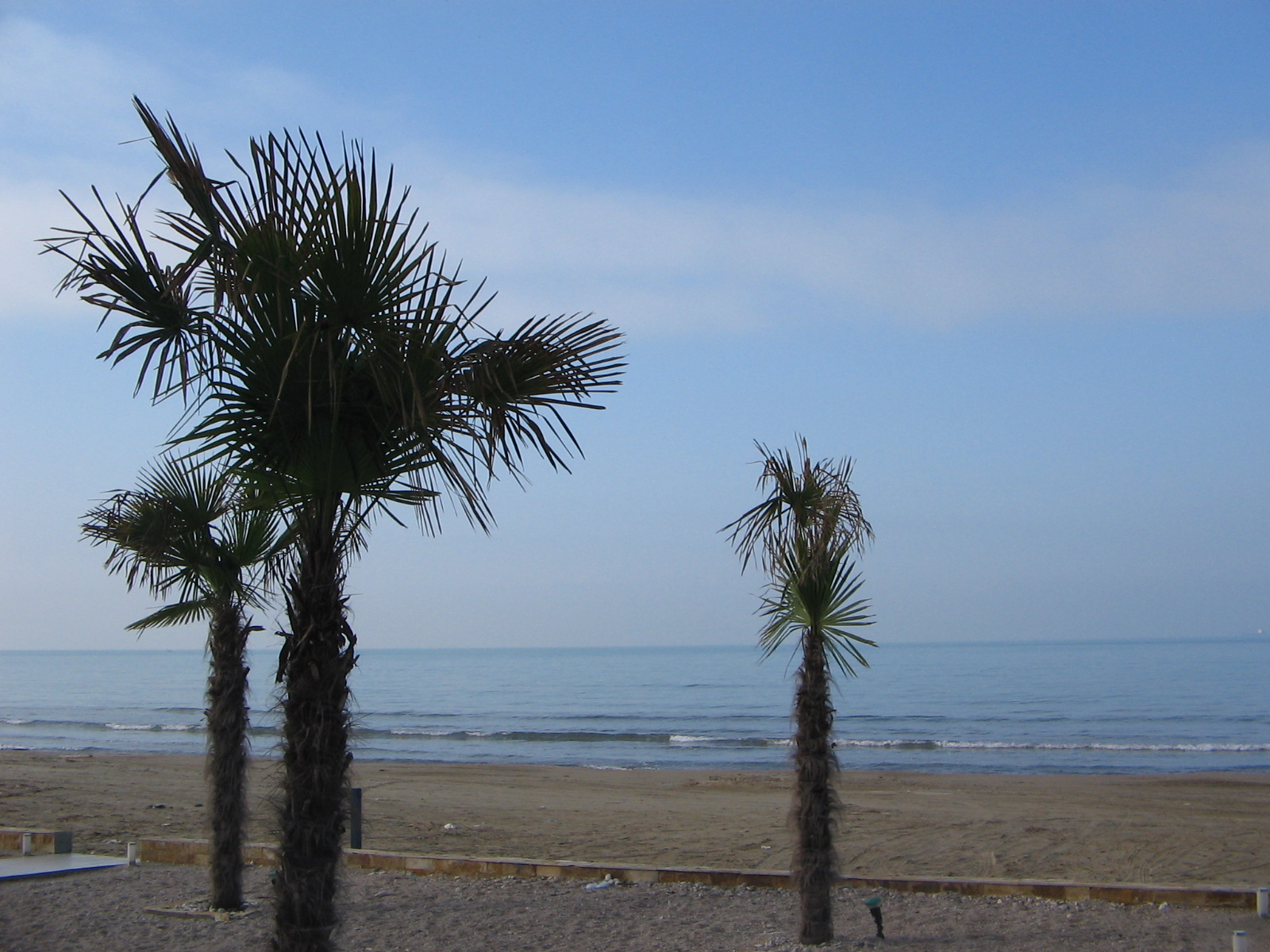
Face à la mer

La plage de Durrës (en albanais : Plazhi i Durrësit) est la plage la plus grande et la plus visitée d'Albanie. Elle borde le front de mer de la ville de Durrës et mesure environ 10,5 kilomètres de longueur. Un certain nombre d'hôtels surplombent la plage, comme l'hôtel Adriatik. 
Cette destination est populaire auprès des Albanais (principalement du centre et du nord de l'Albanie), du Kosovo et de la Macédoine du Nord. C'est également une destination d'été et de week-end populaire pour les habitants de Tirana et Durrës. Le nombre estimé de touristes, dont la plupart fréquentent la plage pendant la période estivale, est d'environ 600 000 par an,.